# Morten Schaffalitzky
Morten baron Schaffalitzky de Muckadell (født 20. april 1975 i Charlottenlund) er en dansk skuespiller.
Han er søn af baron Steen Harpøth Schaffalitzky de Muckadell og Inger-Margrethe Larsen. Han er uddannet fra Skuespillerskolen ved Aarhus Teater i 2000.

## Filmografi
- Karlsvognen (1992)
- Farligt venskab (1995)
- Anja og Viktor - Brændende kærlighed (2007)
- En mand kommer hjem (2007)

### Tv-serier
- Hvor svært kan det være (2001)
- Anna Pihl (2006-2007)

### Reklamer
- Firma: Kvickly – bureau: Republica (januar 2011) Firma: Opel (december 2019)